# Філозов Альберт Леонідович
Альберт Леонідович Філозов (рос. Альбе́рт Леони́дович Фило́зов; 25 червня 1937, Свердловськ, Російська РФСР — 11 квітня 2016, Москва, Росія) — радянський і російський актор театру і кіно. Професор РУТМ (рос. ГИТИС). Заслужений артист РРФСР (1983). Народний артист Росії (1994). Кавалер Ордена Дружби (2004) — за багаторічну плідну діяльність у галузі культури і мистецтва. Лауреат Російської національної акторської премії імені Андрія Миронова «Фігаро» за 2014 рік.

## Біографія
Народився в Свердловську (нині Єкатеринбург) в сім'ї поляка-емігранта, який в 1933 році приїхав до СРСР. У 1937 році батька репресували. Мати, українка, походила із заможної сім'ї столипінських переселенців до Сибіру; в період колективізації дід по материнській лінії переїхав до Свердловська.
Закінчив Школу-студію МХАТу (1959).
Багато знімався у кіно. Дебютував епізодичною роллю в картині «Випробувальний термін» (1960), але активно зніматися почав в кінці 60-х. Має понад сто ролей, серед яких Гацевич у «Дикому полюванні короля Стаха», нацист Шернер у «Тегерані-43», містер Джордж Бенкс «Мері Поппінс, до побачення», батько Романа у «Вам і не снилося…», містер Секонд в «Людині з бульвару Капуцинів» та багато інших.
Зіграв у ряді українських кінофільмів.
Працював на озвучуванні фільмів (кілька кіноролей Юозаса Будрайтіса) і мультфільмів.
З 1989 р. — провідний актор Московського театру «Школа сучасної п'єси». Востаннє Філозов виходив на сцену театру 27 березня 2016 року. 
 Поставив спектаклі: «2х2 = 5» (К. Степаничева, у співавт. з О. Гусілетовою) і «Самогубство закоханих на острові небесних тенет» (Т. Мондзаемон).
У 2008 — роль Ясона у виставі «Москва. Психо» за текстами Евріпіда, Сенеки, Жана Ануя, Хайнера Мюллера в постановці українського режисера Андрія Жолдака (Театр Школа сучасної п'єси, Москва).
Викладав у ВДІКу. Професор Російського університету театрального мистецтва (рос. ГИТИС).
Помер 11 квітня 2016 року в Москві після тривалої хвороби.

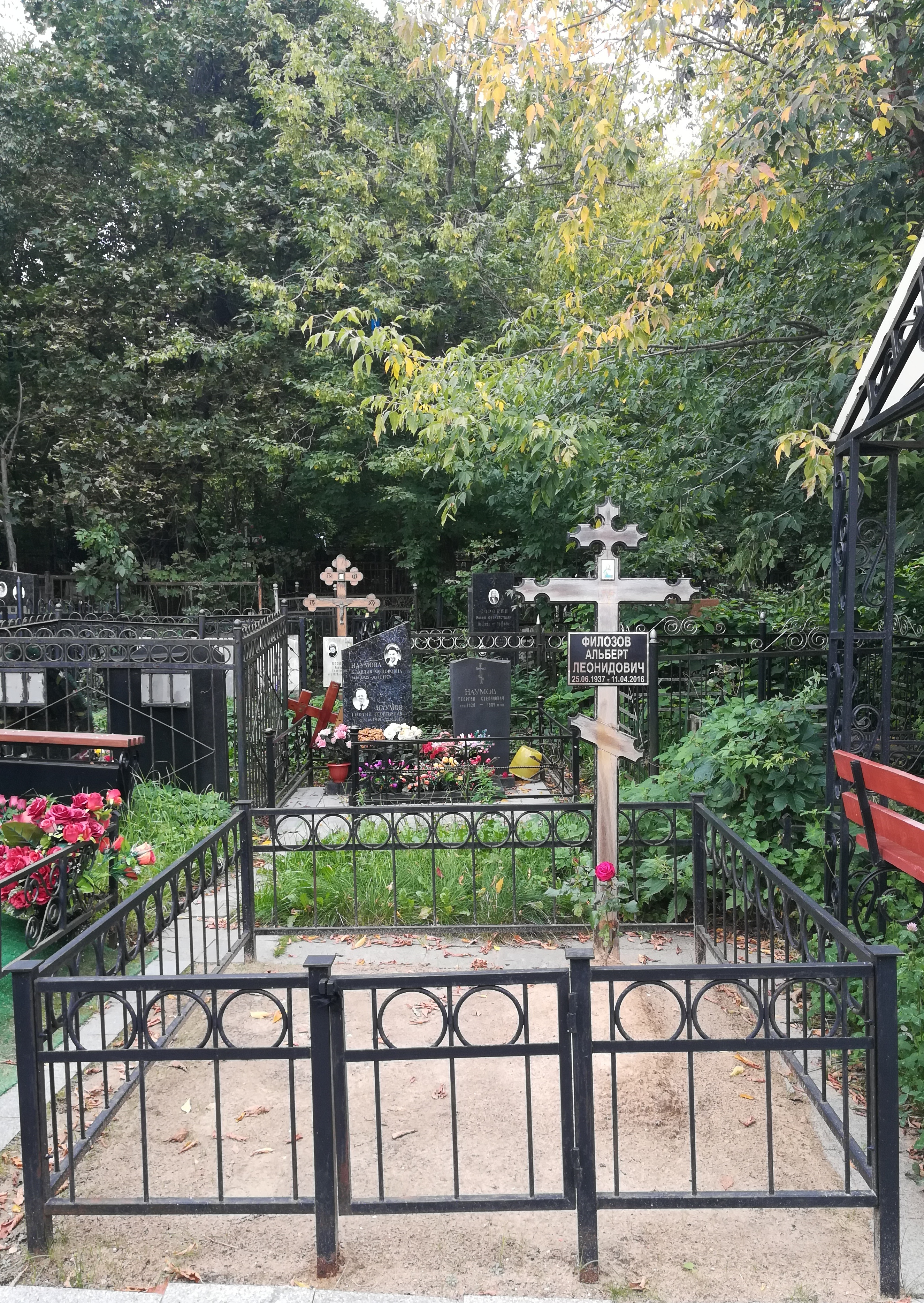
Могила на Ваганьковському кладовищі

Похований 13 квітня на Ваганьковському кладовищі.
Йосип Райхельгауз, головний режисер театру «Школа сучасної п'єси»:
:
|  | Альберт Філозов — унікальний артист і унікальне явище російської культури. Не тільки тому, що мав величезний талант, а тому що він людина особлива… …Філозов один з небагатьох людей культури, в якому культура була складовою частиною його власної особистості і способу життя. Щирий, чесний, порядний, високоморальний — всі ці епітети не данина поваги, а чиста правда. |

## Ролі в спектаклях театру «Школа сучасної п'єси»
- «Прийшов чоловік до жінки» (С. Злотников, реж. Й. Райхельгауз)
- «А чом-то ти у фраку?» (А. П. Чехов, реж. Й. Райхельгауз)
- «…З привітом, Дон Кіхот!» (за М. Сервантесом і Л. Мінкусом, реж. Й. Райхельгауз)
- «Без дзеркал» (Н. Климонтович, реж. Й. Райхельгауз)
- «Інша людина» (П. Гладілін, реж. В. Мірошниченко)
- «Прекрасні ліки від туги» (С. Злотников, реж. Й. Райхельгауз)
- «Кремль, йди до мене» (А. Казанцев, реж. Б. Мільграм)
- «Холостий Мольєр» (Автори вистави: Олег Глушков та Андрій Першин)
- «Одержимі» (за романом «Біси» Ф. М. Достоєвського, реж. О. Г. Гордон)
- «Своїми словами» (Без драматурга, автор вистави Й. Райхельгауз)
- «Москва. Психо» (спектакль Андрія Жолдака)
- «Зіркова хвороба» (Трупа театру, автор вистави Й. Райхельгауз)
- «Ведмідь» (Д. Биков, реж. Й. Райхельгауз)
- «Антон Чехов. Чайка» (А. Чехов, реж. Й. Райхельгауз)
- «Чайка. Справжня оперетка» (В. Жуков, О. Журбин, реж. Й. Райхельгауз)

## Фільмографія
Актор:
- 1968 — «Сини Вітчизни»
- 1972 — «Вид на проживання» — Ростислав Савельєв
- 1973 — «Тихоня» — Василь Васильович Чебан
- 1976 — «Зник і знайшовся» — дядько Шура
- 1977 — «Відхилення — нуль» — Олексій Виноградов
- 1978 — «І це все про нього»
- 1978 — «Життя Бетховена»
- 1980 — «Ідеальний чоловік» — Том Траффорд
- 1980 — «Чорна курка, або Підземні жителі» — Іван Карлович
- 1981 — «Вам і не снилося…»
- 1981 — «Тегеран-43»
- 1982 — «Нікколо Паганіні» — Юліус Шмідт, магістр філософії
- 1983 — «Мері Поппінс, до побачення»
- 1984 — «Рудий, чесний, закоханий» — Ларссон, тато-лис
- 1985 — «Про кота...» — Король
- 1985 — «Серсо» (фільм-спектакль за п'єсою В. Славкіна, реж. А. Васильєв)
- 1986 — «Капітан „Пілігрима“» — Бенедикт
- 1986 — «Золота баба»
- 1986 — «Люби мене, як я тебе»
- 1987 — «Людина з бульвару Капуцинів» — містер Секонд
- 1987 — «Жив-був Шишлов»
- 1988 — «Дама з папугою»
- 1988 — «Відрядження» (Укртелефільм)
- 1988 — «Трагедія в стилі рок»
- 1988 — «Нові пригоди янкі при дворі короля Артура» — Артур
- 1988 — «Операція „Вундерланд“» — Конрад Бюхнер, німецький капітан
- 1989 — «Не залишай…»
- 1989 — «Допінг для янголів»
- 1990 — «Прийшов чоловік до жінки» (в дуеті з Любов'ю Поліщук; фільм-спектакль, реж. Й. Райхельгауз)
- 1990 — «Доросла дочка молодої людини» (фільм-спектакль за п'єсою В. Славкіна, реж. А. Васильєв)
- 1990 — «Червоне вино Перемоги»
- 1991 — «Одіссея капітана Блада» (т/ф)
- 1991 — «Вікно навпроти» (т/ф)
- 1991 — «Градус чорного Місяця»
- 1991 — «Нічні забави» — Олексій Юрійович Сілін
- 1992 — «Мелодрама із замахом на вбивство» — скульптор
- 1992 — «А чом-то ти у фраку?» (фільм-спектакль за п'єсою А. Чехова, реж. Й. Райхельгауз)
- 1992 — «Ну, ти й відьма!»
- 1999 — «Послухай, чи не йде дощ...»
- 2000 — «У серпні 44-го...»
- 2001 — «Цвіркун за вогнищем» — Калеб Пламмер
- 2006 — «У колі першому»
- 2007 — «Дюймовочка» — Маестро
- 2008 — «Без вини винуваті»
- 2010 — «Правдива історія про Червоні вітрила»
- 2011 — «Дім з башточкою» — Дудукин
- 2012 — «Одеса-мама» — 'Петро Сергійович (Пінхус Срульович)
- 2015 — «Пісня пісень» та ін.

Режисер-постановник:
- 1995 — «Ішов старий від старої» (фільм-спектакль, у співавт. з Йосипом Райхельгаузом)